# Helichrysum gaharoense
Helichrysum gaharoense là một loài thực vật có hoa trong họ Cúc. Loài này được Moeser & Schltr. mô tả khoa học đầu tiên năm 1914.